# Heudicourt (Eure)
Heudicourt ist eine französische Gemeinde mit 723 Einwohnern (Stand 1. Januar 2022) im Département Eure in der Region Normandie (vor 2016 Haute-Normandie). Sie gehört zum Arrondissement Les Andelys und zum Kanton Gisors.

## Geographie
Heudicourt liegt im Vexin Normand, etwa 70 Kilometer ostsüdöstlich von Rouen. Umgeben wird Heudicourt von den Nachbargemeinden Longchamps im Nordwesten und Norden, Sancourt im Norden, Saint-Denis-le-Ferment im Osten, Bézu-Saint-Éloi im Südosten und Süden sowie Étrépagny im Südwesten und Westen.

## Bevölkerungsentwicklung
| Jahr                       | 1962 | 1968 | 1975 | 1982 | 1990 | 1999 | 2006 | 2020 |
| Einwohner                  | 428  | 441  | 389  | 392  | 519  | 535  | 600  | 736  |
| Quellen: Cassini und INSEE |      |      |      |      |      |      |      |      |

## Sehenswürdigkeiten
- Kirche Saint-Sulpice aus dem 15./16. Jahrhundert, Monument historique
- Kapelle Saint-Sauveur, 1890 erbaut
- Schloss aus dem 17. Jahrhundert, Monument historique

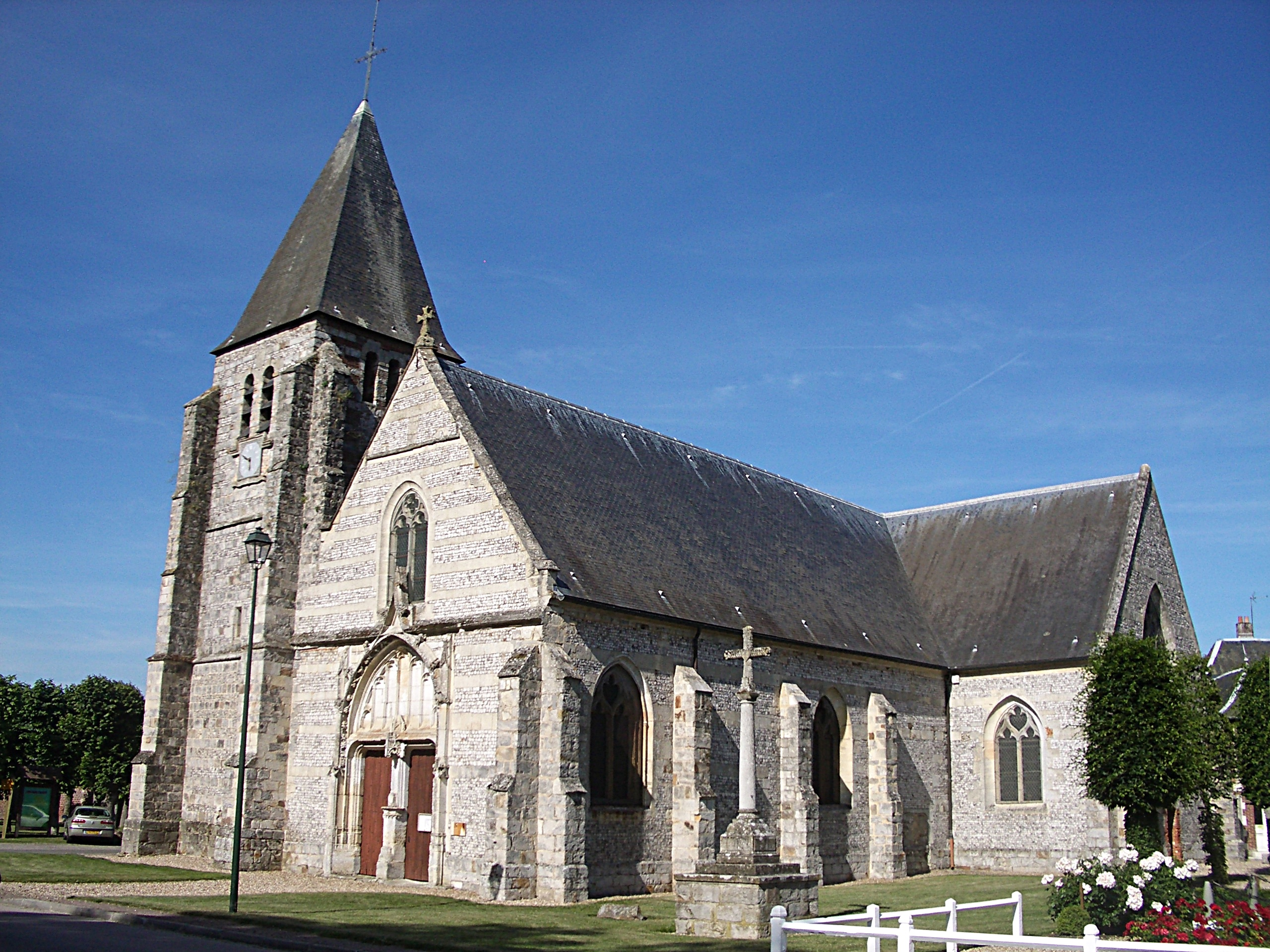
Kirche Saint-Sulpice
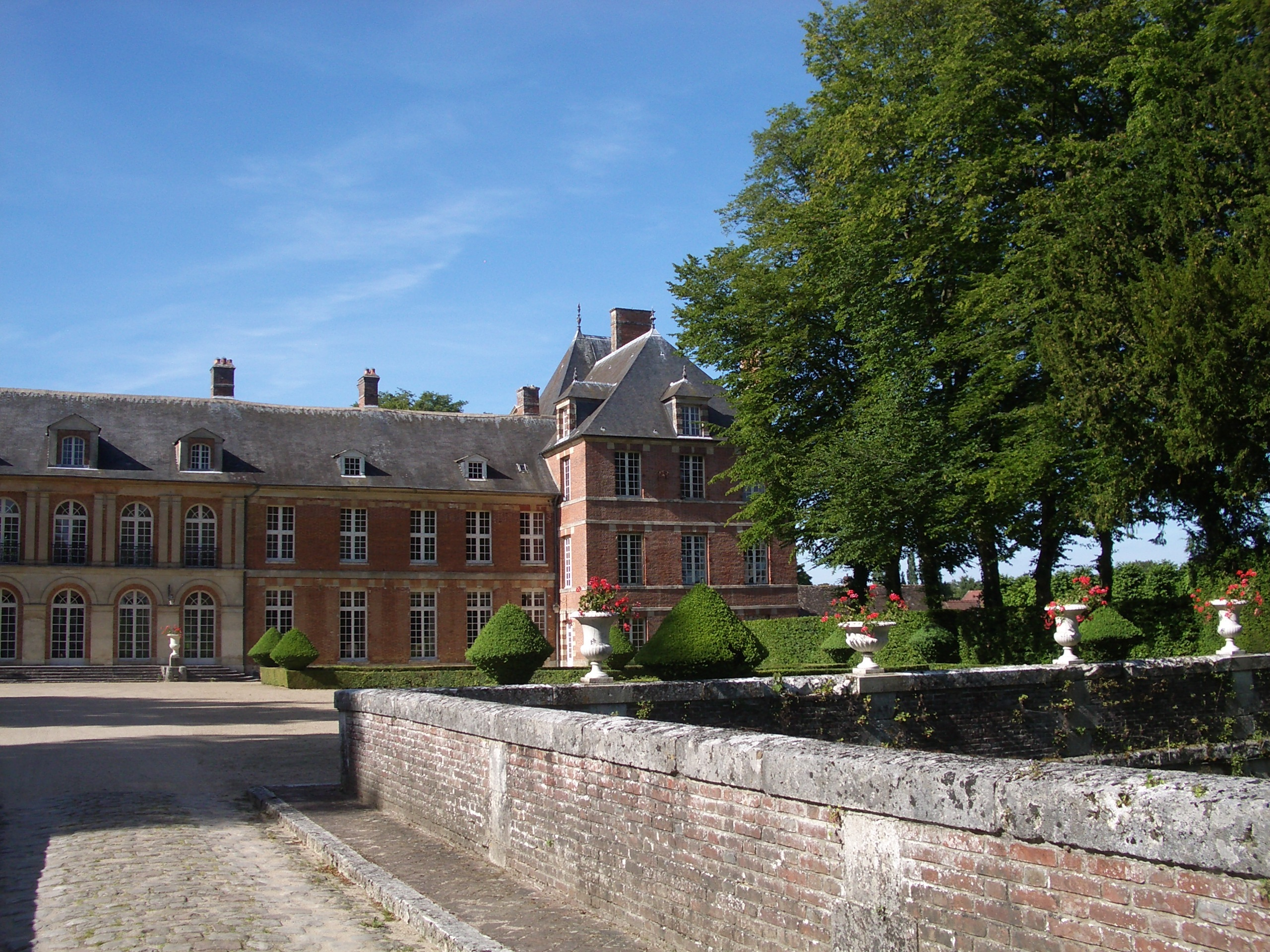
Schloss